# Cozumel

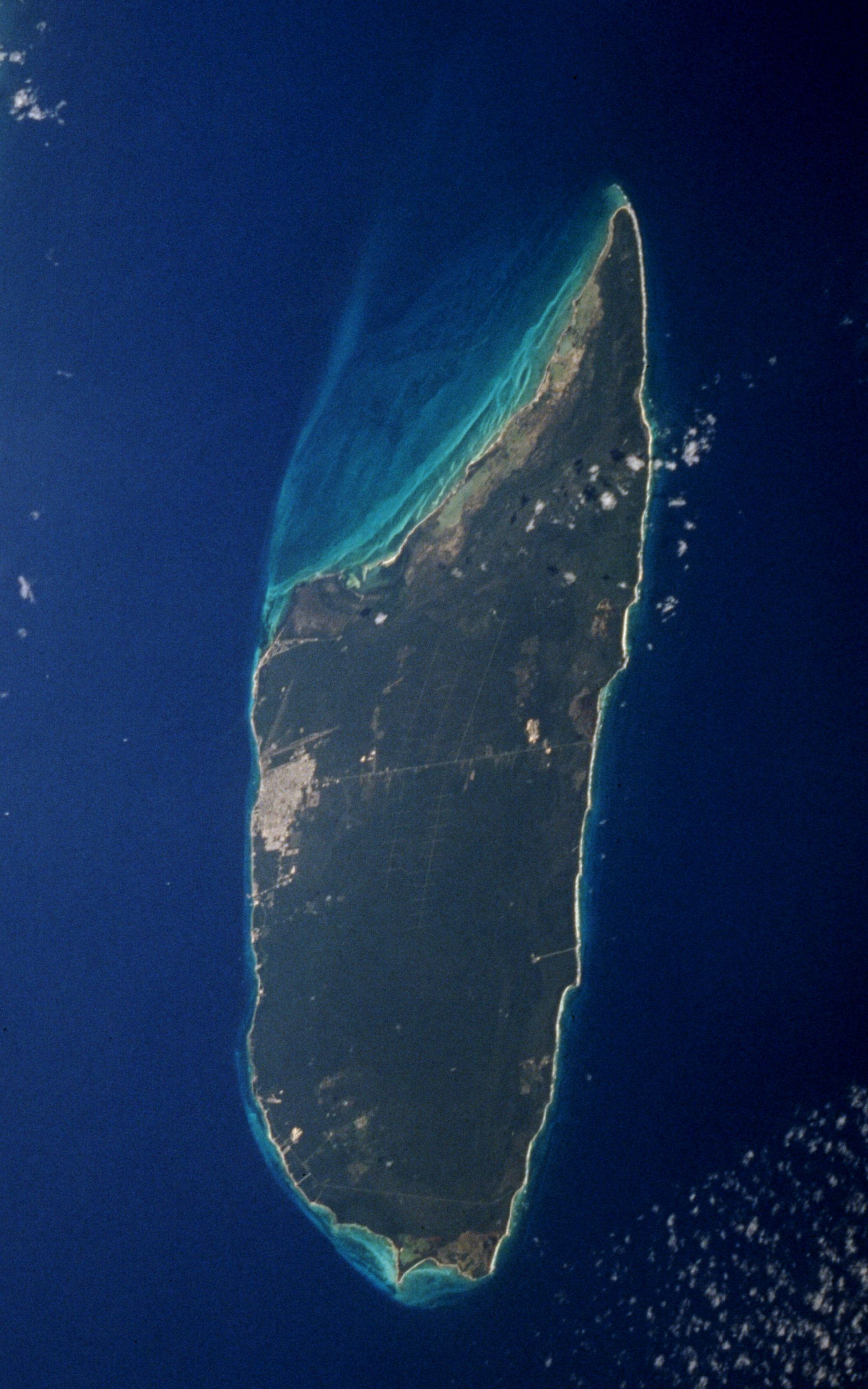
Cozumel

Cozumel (spanska Isla de Cozumel) är en av Mexikos till ytan största öar och ligger i Karibiska havet utanför Yucatánhalvön. Namnet kommer från Cuzamil som på mayaspråk betyder svalornas ö. Cozumel är även namnet på öns huvudort samt den kommun som utgör öns administrativa område. Staden San Miguel de Cozumel har 74 874 invånare (2007), med totalt 76 762 invånare (2007) i hela kommunen på en yta av 647 km². Cozumel tillhör delstaten Quintana Roo.
Som turistmål är Cozumel känd för sina dykmöjligheter. Flygplats och färjeförbindelse med Playa del Carmen finns.